# Сана Марин
Сана Мирела Марин (на фински: Sanna Mirella Marin) е финландски политик, министър-председател на Финландия от 10 декември 2019 г. до 20 юни 2023 г.
Тя е член на Социалдемократическата партия на Финландия и депутат в парламента на Финландия от 2015 г. От 6 юни до 10 декември 2019 г. е министър на транспорта и комуникациите.
След като Анти Рине освобождава поста на министър-председател, Социалдемократическата партия издига Марин като свой кандидат за позицията на 8 декември 2019 г. След като е одобрена от парламента, Марин става най-младият държавен лидер в света по това време на 34-годишна възраст. Тя е третата жена ръководител на правителството след Анели Яатеенмаки и Мари Кивиниеми (и двете членки на партията Финландски център).

## Ранен живот
Марин е родена на 16 ноември 1985 г. в Хелзинки. Живее в Еспоо и Пиркала, след което се премества в Тампере. Родителите ѝ се разделят, докато тя е още много малка. Семейството има финансови проблеми, а баща ѝ е алкохолик. След като родителите ѝ се разделят, Марин е отглеждана от майка си и нейната нова партньорка.

## Политическа кариера
Марин завършва средното си образование в Пиркала през 2004 г. Завършва университета Тампере с магистърска степен по административни науки през 2017 г. Присъединява се към Социалдемократическата младеж през 2006 г. и служи като вицепрезидент на организацията от 2010 до 2012 г.
Марин се кандидатира за общинските избори във Финландия през 2008 г., но не е избрана. През 2012 г. става по-активна на политическата сцена. На общинските избори през 2012 г. вече е избрана за член на градския съвет на град Тампере на 27-годишна възраст, което е пробивът в политическата ѝ кариера. Тя е председател на градския съвет от 2013 до 2017 г. През 2017 г. е преизбрана за съветник. Член е и на регионалния съвет на Пирканмаа от 2013 до 2016 г.
През 2014 г. Марин е избрана за втори заместник-председател на Социалдемократическата партия. През 2015 г., на 30-годишна възраст, тя е избрана за депутат в парламента от избирателния район на Пирканмаа. През 2019 г. е преизбрана за депутат. На 6 юни 2019 г. е избрана за министър на транспорта и комуникациите.
През декември 2019 г. Сана Марин е номинирана от Социалдемократическата партия за наследник на Анти Рине като министър-председател на Финландия. Рине е широко критикуван за начина, по който се справя със стачка на пощенски служители, но остава формален лидер на партията. Марин печели с малка преднина пред съперника си Анти Линдман в мажоритарния вот. Марин оглавява правителството си, сформирано от петпартийна коалиция, в която 12 от 19 министри са жени. Правителството на Марин продължава със същите партии и същата правителствена платформа като предшестващия кабинет на Рине.

## Личен живот
Марин описва себе си като дете от „семейство на дъгата“, имайки еднополови родители (две жени). Тя е единствено дете в семейството и е първият човек във фамилията, посещавал университет. През януари 2018 г. ѝ се ражда дъщеря от съпруга ѝ Маркус Райконен, с който сключва брак през 2020 г., но се развежда през 2023 г. Марин е вегетарианка, но критикува опростяването на климатичния дебат до избора на хранене на хората.